# ملك أباد (درة صيدي)
ملك أباد (بالفارسية: ملک‌آباد) هي مستوطنة تقع في إيران في قسم درة صیدي الريفي. يقدر عدد سكانها بـ 147 نسمة .